# Melozone crissalis
Melozone crissalis là một loài chim trong họ Emberizidae.